# 民社ユース
民社ユース（みんしゃゆーす、Minsha Youth）は日本にかつて存在した政党。国際社会主義青年同盟に加盟していた。

## 概要
1994年に民社党が解党した際に、旧民社党全国青年部が「民社ゆーす2001」と改称して結成された。2001年3月に「民社ゆーす」、同年10月に「民社ユース」に改称したが、勢力は先細りし、2003年に解散した。
新進党の社会主義インターナショナル加盟もしくは民社協会のオブザーバー加盟を求めるなど、民社協会とは別に独自の活動を展開していた。また、民社協会が塚本三郎など自民党に移籍して、保守に転じた政治家と距離を置く一方で、民社ゆーすはその後も親密な関係を築いていた。チベット独立問題、拉致問題などに関心が強かった。
「民社ユース」に改称の前後に、活動家の大多数は旧民社党系の集団である民社人権会議や民社党青年隊・全国青年部OB会（現代民社研）などに移行した。解散後、一部は社会主義青年フォーラムを結成、国際社会主義青年同盟の加盟権を継承し、民社党時代の塚本三郎によるチリ・ピノチェト称賛発言を誤りとして総括したが、2008年3月に解散した。

## 関連人物
- 荒木和博 - 民社ゆーす2001の事務局長を務めた。